# Незнање (будизам)
Незнање или не-вид (санскрит: अविद्य avidyā, пали: avijjā) у будизму означава темељно неразумевање стварности. Сматра се извором свега рђавог, јер спречава човека да распозна истинску природу ствари.
У закону „условног настанка", Буда сваки космички процес изводи из незнања, а свеукупно спасење из престанка незнања. Иако је по облику негативно, “не-знање” није пуко одсуство знања. Оно је пре један подмукао и нестабилан фактор који непрекидно дејствује, тако што се убацује у сваки део нашег унутрашњег живота. Оно искривљује когницију, доминира вољом и даје тон читавом нашем искуству.
Незнање се састоји у придавању сопства и суштине пролазним појавама. Када се оно превазиђе увидом, нађемо се пред голом чињеницом непостојаности и несопства. За суштину појавности се каже да је ништа, празно (шуњата).
Према будистичком учењу, незнање је услов настанка нечистоћа ума, а саме нечистоће – у које спада и незнање – су услов незнања. Тако је незнање у овом животу условљено незнањем из претходног. Није могуће утврдити почетак незнања, јер је самсара, ток препорађања, без видљивог почетка.
Незнање се отклања поступним и упорним развојем мудрости.

## Етимологија
Поред санскритског појма авидја (неувид, невид), за незнање се такође користи и реч ађнана (ajnana), супротност од ђнана, што дословно значи незнање.

## Будино учење
Буда је говорио: “Елеменат незнања је заиста један моћан елемент” (СН 14:13). Он је учио да незнање стоји у основи свих рђавих дела и свеукупне патње, и због тога је прва карика у ланцу условног настајања. Жудња и мржња су такође укорењени у незнању, које је најпостојаније од ова три корена зла.
Незнање је, монаси, претходница неповољних стања ума, а за њим следе одсуство стида и зазора од чињења лоших дела.— Сидарта Гаутама
Буда је говорио да људи чине најтежа злодела из незнања:
Немогуће је то, монаси, не може бити, да онај ко поседује исправно разумевање лиши живота своју мајку. Такав случај није могућ. Али је могуће, монаси, да неук човек лиши живота своју мајку.— Сидарта Гаутама
Иначе, незнање је човеку прирођено и зато је тако тешко решити га се и — пре свега — уопште га уочити. Међутим, док човек не уочи и искорени незнање, сви његови напори су узалудни:
Човек вођен погрешним разумевањем, шта год да телом, говором или мишљу предузме, све намере, тежње и одлуке, сви његови изрази воље воде до онога што је неповољно, непријатно, непривлачно, штетно, болно. А зашто? Зато што је његово разумевање лоше. Исто као кад се семе горког краставца положи у влажну земљу, све материје које упије из тла доприносе његовој горчини, киселости, безукусности. А зашто? Зато што је семе лоше.— Сидарта Гаутама

## Тумачења
Незнање се инфилтрира у наша опажања, мисли и гледишта, тако да на крају потпуно погрешно разумемо своје искуство, прекривајући га са више слојева обмане. Најважније међу тим обманама су три следеће: обмана да видимо трајно у ономе што није трајно, обмана да нас задовољава оно што нас не може задовољити и обмана сопству тамо где га нема.
Међу когнитивном искривљењима, најукорењенија и најупорнија је илузија о сопству, идеја да постоји једно истински утврђено “ја”, са којим се поистовећујемо. Пошто је преузимамо као тачку из које посматрамо свет, у уму следствено настају двојства “ја” и “не-ја”, “моје” и оно што није “моје”. Заробљени у тим дихотомијама, постајемо жртвом менталних нечистоћа, нагона да нешто зграбимо само за себе или уништимо, а онда и жртвом патње која из свега тога неизбежно произлази. Ова заблуда се превазилази увиђањем несопства.